# ふたりで半分こ
「ふたりで半分こ」（ふたりではんぶんこ）は、日本の歌。作詞：若谷和子、作曲：ティティーネ・スケーベンス（Titine Schijvens）、編曲：田辺信一、歌：堀江美都子と市場衛とティティーネ&チルドレンコーラス。

## 概要
NHKで放送されたアニメ『名犬ジョリィ』のエンディング・テーマとして発表され、1981年3月1日、『名犬ジョリィ』のオープニング・テーマ「走れ!ジョリィ」とのカップリングでシングルレコードが発売された。
作曲者のティティーネ・スケーベンスはベルギーの作曲家で、コーラスを担当したティティーネ&チルドレンコーラスは同じくベルギーの子供たちによるユニットである。なお、『名犬ジョリィ』本放送より先行して1981年2月 - 3月に「走れ!ジョリィ」が同じくNHKの『みんなのうた』で紹介された際には映像にも登場していた（その他、ピレネー犬も映像に登場していた）。
『名犬ジョリィ』本放送期間中の1981年8月 - 9月には、「走れ!ジョリィ」に続いて『みんなのうた』でも放送された。『みんなのうた』での放送の際の映像には、『名犬ジョリィ』のアニメ映像自体は使用されず、代わりに同作の登場キャラクターのセバスチャンとジョリィがSD化されて登場した。
本シングルが発売された1981年3月1日に堀江美都子は、「ハロー!サンディベル」（同名テレビアニメの主題歌）「だれかが私を待っている」（アニメーション映画『オズの魔法使い』主題歌）と合わせて、シングル3枚を同日発売している。

## カバー
- マユミーヌ（2012年発売のアルバム『みんなのうた』に収録）